# Nepravičnost
Nepravičnost (tudi krivica) je lastnost, ki se nanaša na nepravičnost ali za subjekt nezaslužene rezultate. Izraz se lahko nanaša na določen dogodek oziroma situacijo, lahko pa tudi za širši status quo. V zahodni filozofiji in pravni praksi je krivica zelo pogosto, vendar ne vedno, opredeljena kot odsotnost ali nasprotje pravičnosti.
Občutek krivice je univerzalna lastnost človeka, čeprav se pojmovanje krivičnega med posameznimi kulturami razlikuje.
Krivične občutke najpogosteje vzbudijo človeška dejanja zlorabe ali zanemarjanja oz. s strani pravnega sistema neodpravljene zlorabe. Tovrstne občutke lahko sicer vzbudijo tudi naravni dogodki.
Občutek nepravičnosti je za ljudi lahko tudi motivacija, da poleg branjenja sebe branijo tudi druge ljudi, za katere menijo, da se jim godi krivica.
Nepravičnost v okviru pravnih ali družbenih standardov včasih imenujemo dvorazredni sistem.